# تورپکس

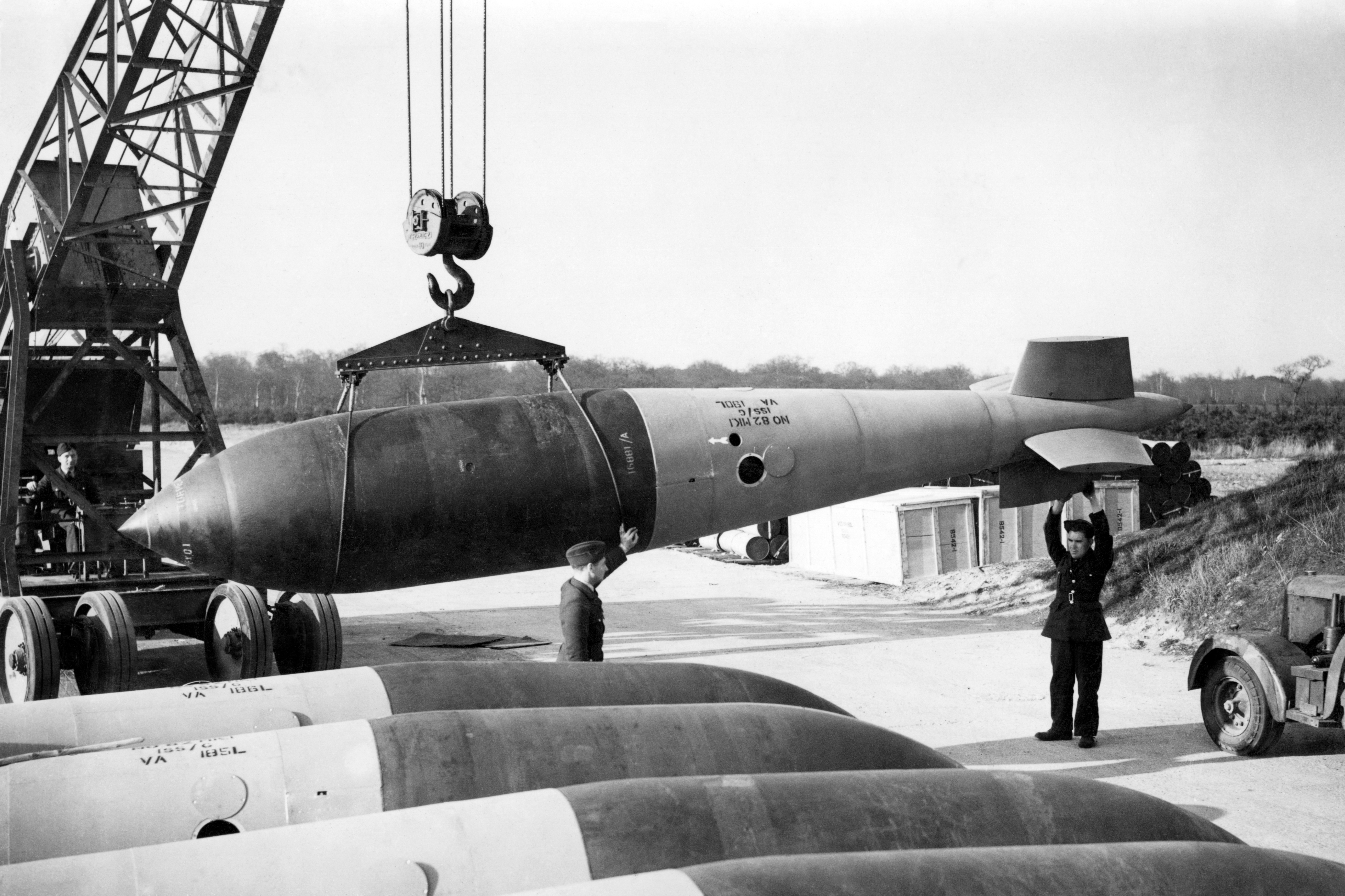
بمب گرند اسلم(grand slam) بریتانیایی در جنگ جهانی دوم (که در آن از ماده منفجره تورپکس استفاده شده است.)

تورپکس (به انگلیسی: Torpex) یک ماده منفجره ثانویه است، که از لحاظ وزنی ۵۰٪ قدرتمندتر از TNT است. تورپکس شامل ۴۲٪ تی ان تی ۴۰٪ آر.دی. ایکس و ۱۸٪ آلومینیوم پودری است. تورپکس در طول جنگ جهانی دوم مورد استفاده قرار می‌گرفت. کلمه Torpex مخفف Torpedo Explosive به معنای «ماده منفجره اژدر» است. تورپکس سال‌هاست که با PBX و H6 جایگزین شده‌است و این ماده منفجره در حال حاضر کاربرد چندانی ندارد و فقط در مهمات و بمب‌های خیلی قدیمی دیده می‌شود.